# 矩圆金黄报春
矩圆金黄报春（学名：Primula strumosa sp. tenuipes）为报春花科报春花属下的一个亚种。

## 扩展阅读
- 維基物種上的相關：矩圆金黄报春